# Jordi Vintró i Rigall
Jordi Vintró i Rigall (Barcelona, 17 de març de 1943) és un poeta, enginyer i informàtic català.

## Obres
- Cançons per a en Jaume. Pòrtic, Barcelona, 1985 ISBN 8473062639
- Eugeni i altres. Les edicions dels dies, Sabadell, 1986
- Ludwig. Columna, Barcelona, 1992 ISBN 8478093605
- Insuficiència mitral, Lumen, Barcelona, 1997 ISBN 8426427944 (amb traducció al castellà del mateix autor)
- Poemes. Universitat de les Illes Balears, Palma, 2001 ISBN 9788476326497
- Cartes de sotamà, LaBreu, Barcelona, 2006 ISBN 8493376264
- La bassa de les oques. LaBreu, Barcelona, 2010 ISBN 9788493797652[3]
- Karaoke Foxtrot: Abecedari abracadabrant. Vacamú, Barcelona, 2024 ISBN 9788412654547

### Traduccions
- Noves impressions d'Àfrica, Raymond Roussel, LaBreu, Barcelona, 2014 ISBN 9788494189043.
- Faules, de Jean de La Fontaine, Animallibres, Barcelona, 2021 ISBN 9788418592379.